# Prometej z otoka Viševice
Prometej z otoka Viševice (srbohrvaško Prometej s otoka Viševice) je jugoslovanski črno-beli dramski film iz leta 1964, ki ga je režiral Vatroslav Mimica in zanj napisal tudi scenarij skupaj z Slavkom Goldsteinom in Krunoslavom Quienom. V glavnih vlogah nastopajo Slobodan Dimitrijević, Janez Vrhovec, Mira Sardoč, Dina Rutić in Pavle Vuisić. Zgodba prikazuje uspešnega direktorja večjega podjetja Mateja, ki z ženo obišče rodni otok, kjer se udeleži odkritja spominskega obeležja krajevnim partizanskim junakom. Po prihodu ga preganjajo spomini na preteklost, prvo ljubezen, vojna leta in njegov poskus elektrifikacije otoka, zaradi česar je v naslovu poimenovan kot Prometej. 
Film je bil premierno prikazan leta 1964 v jugoslovanskih kinematografih in je naletel na dobre ocene kritikov. Na Puljskem filmskem festivalu je osvojil glavno nagrado velika zlata arena za najboljši jugoslovanski film, ki si jo je delil s filmom Tri, osvojil pa je še srebrno areno za režijo (Mimica), nagrado občinstva in nagrado za fotografijo. Sodeloval je v tekmovalnem programu Mednarodnega filmskega festivala v Moskvi, kjer je bil nominiran za glavno nagrado, osvojil pa diplomo za režijo (Mimica).

## Vloge
- Slobodan Dimitrijević kot mladi Mate
- Janez Vrhovec kot Mate
- Mira Sardoč kot Matejeva žena
- Dina Rutić kot Vesna, Matejeva prva žena
- Pavle Vuisić kot Šjor Žane
- Eta Bortolaci kot materin glas
- Andro Marjanović kot vaščan
- Asja Kisić kot nona
- Dragan Milivojević kot mladi Grgo
- Ljiljana Gener kot Jonina žena
- Husein Čokić kot partijec prijatelj
- Ivo Marjanović kot vojni
- Branko Majer kot prijatelj
- Tana Maskareli kot Matejeva mati